# Yvette Sam
Yvette Sam – polityk z Vanuatu, kandydatka w wyborach prezydenckich w 2009. 
Yvette Sam w czasie swojej kariery zawodowej pełniła funkcję dyplomaty w trakcie rządów Unii Partii Umiarkowanych. Przez kilka lat zajmowała stanowisko przewodniczącej vanuatuńskiego oddziału Transparency International. W 2009 pracowała dla spółki górniczej w Nowej Kaledonii. 25 sierpnia 2009 została kandydatką w wyborach prezydenckich zaplanowanych na 1 września 2009. Spośród 15 zgłoszonych kandydatów była jedną z dwóch kobiet w tym gronie. Jej kandydaturę poparła Unia Partii Umiarkowanych, która podjęła również wysiłki zmierzające do przekonania do jej osoby pozostałych ugrupowań politycznych.